# Octavio Castro
Octavio Castro (Ciudad de México, 13 de julio de 1977 - 2 de septiembre de 2012) fue un actor de teatro, cine y televisión. Fue uno de los jóvenes actores que estaban escribiendo la historia del cine y las artes escénicas contemporáneas en México. Fue conocido mayormente por su participación en un episodio de la serie La familia P.Luche o en su papel como el microbusero en Nosotros los Nobles.

## Biografía
Egresado del Centro Universitario de Teatro (CUT) de la Universidad Nacional Autónoma de México (UNAM), creció en una colonia popular del Distrito Federal, y conforme avanzó en su trayectoria artística, se definió como “un actor comprometido con la sociedad, que se preocupa para que la mayoría de los trabajos tengan un contenido social y puedan contribuir en algo a la gente para ser mejores humanos”.
Se desempeñó principalmente en cine, participando en más de una docena de importantes largometrajes y cortometrajes mexicanos, en teatro contemporáneo y diversas telenovelas y series de televisión.
Comenzó su labor en el teatro en 1989 y desde entonces, la actuación se volvió indispensable para él. Fue parte del grupo de teatro de izquierda TACO (Taller Artístico Creativo de Oriente) de la UNAM, en donde desarrolló su compromiso social con el pueblo a través del arte. 
También se desempeñó como productor ejecutivo, coreógrafo y tallerista. Trabajó con niños de la calle, comerciantes ambulantes y personas de la tercera edad impartiéndoles clases de teatro por medio del programa Teatro en tu comunidad del INEA y el Programa de Teatro Callejero (1994 - 1997). 
En 1995 y 1996 dirigió un grupo de teatro para el instituto de cultura de la Ciudad de México y finalmente en 1997 ingresó al CUT, dónde comenzó su formación actoral profesional. 
Asimismo, se unió a Socicultur de 1996 a 1998 e impartió talleres y seminarios de actuación frente a la cámara.
Falleció el domingo 2 de septiembre de 2012 en el hospital Santa Elena de la Ciudad de México a los 35 años de edad debido a un paro cardíaco fulminante después de padecer varias semanas  meningitis aguda debido a una reacción a ciertos medicamentos; una de sus últimas apariciones fue en el musical "Si nos dejan" en donde le hicieron un homenaje póstumo.

## Bala Mordida
En 2008 participa en Bala Mordida, una película del director Diego Muñoz que muestra la corrupción en la que viven y tienen que adaptarse los policías en México, en esta producción comparte créditos con Damián Alcázar, Miguel Rodarte, Dagoberto Gama, Mariana Gajá, Andrés Montiel y Roberto Sosa Rodríguez, entre otros.  
En la cinta su personaje se identifica como “El chavo golpeado” y es parte de la banda de narcomenudistas de Joaquín (Roberto Sosa), este comienza una riña con los policías y a raíz de eso se descubre toda la corrupción que hay detrás, así como la historia de los chalecos antibalas de baja calidad.

El proyecto surgió a través de una serie de entrevistas callejeras por parte del cineasta Diego Muñoz a policías reales, al darse cuenta de que los uniformados trabajaban en condiciones muy malas trató de representar en la cinta el mundo de ellos y como es su camino para ascender puestos, esto hace que la policía sea corrupta, nos dimos cuenta a través del guion de cosas insólitas, como por ejemplo, un policía tiene que pagar y dar una mordida para tener un chaleco antibalas de los buenos o una arma con balas, es insólito, para todo hay que pagar mordida.”
Octavio Castro, Bala Mordida

En 2010, colabora en “Viaje redondo”, un filme de Gerardo Tort y ganadora del Mayahuel a Mejor Película en el XXIV Festival Internacional de Cine de Guadalajara, aquí da vida a Toto, un joven gay acapulqueño, amigo y confidente de Lucía (Teresa Ruiz).

## Si nos dejan El Musical
Fue parte del elenco en la comedia musical teatral “Si nos dejan” que produjo OCESA Teatro, fue un homenaje a la época de oro del cine mexicano. Esta puesta en escena corrió bajo la dirección de José Manuel López Velarde (“Mentiras”) y compartió escenario con los protagonistas Mariano Palacios y Leticia López.
Octavio quien interpretó el personaje de Peligro, uno de los tres matones del Rey que intentan impedir que Paloma, hija del Rey, y José Alfredo consumen su amor, considera que esta obra lejos de ser una comedia musical, comercial, superficial y pretender ser una simple estampa folclórica de México “Intenta recordarle al pueblo quienes somos, enseñarles todo el bagaje cultural que tenemos como sociedad y que hemos olvidado. Actualmente la imagen del país se reduce a un lugar de narcos y violencia. La gente no debe de olvidar la música, ella logra expresar nuestras raíces.”
La producción de Morris Gilbert y Federico González fue conformada por 32 actores y cantantes, entre los cuales destacan José Antonio López Tercero, Alejandra Desiderio, Abel Fernando, Ricardo Maza, Michelle Rodríguez (homónima de la actriz hollywoodense, que encarna a Eufemia), Octavio Castro, Rubén Branco y Alejandro Marquina.
En 2012 comenzó a hacer la película Nosotros, los Nobles aunque posteriormente falleció.

## Filmografía

### Cine
- Nosotros, los Nobles "El Duende" (2012)
- La familia P.Luche - El Dedotes (episodio «El Dedotes») (2012)
- Viaje redondo - Gerardo Tort (2010)
- Pastorela batalla épica entre el bien y el mal - Emilio Portes Castro (2009)
- Solo quiero caminar - Agustín Díaz Yanes (2009)
- Bala mordida - Diego Muñoz Vega (2009
- Tres.Tres (2008) - Eva López Sánchez
- Morenita (2008) - Alan Jonsson
- La Sangre Iluminada (2007) - Iván Ávila Dueñas
- No dejes para mañana (2007) - Pablo Sánchez Tarragó
- Fuera del cielo (2006) - Javier “Fox” Patrón
- Así del precipicio (2006) - Teresa Suárez
- Al final del surco (2006) - Miguel Salgado
- El violín (2005) - Francisco Vargas
- Te apuesto y te gano (2004) - Alejandra Sánchez
- Zurdo (2003) - Carlos Salces
- Sobreviviente (2003) - Jesús Magaña
- De la calle (2001) - Gerardo Tort
- Ave María(1999)- Eduardo Rossoff